# Macas
Macas è una città situata nella parte sudorientale dell'Ecuador, ha una popolazione di 19.176 abitanti (censimento 2010) ed è capoluogo della provincia di Morona-Santiago e del cantone di Morona.
La città venne fondata nel 1575 da José Villanueva de Maldonado su incarico del governatore di Yaguarzongo, Juan Salinas Loyola.

## Geografia fisica
Macas si trova ai margini del bacino del Rio delle Amazzoni nelle immediate vicinanze delle pendici orientali delle Ande, circa 50 km a nord-ovest si trova il vulcano Sangay (5230 m s.l.m.).